# Cemitério dos Aflitos
O Cemitério dos Aflitos, denominado também de Cemitério dos Enforcados, construído entre 1774 e 1775, mas aberto para sepultamento em 1779. Localizava-se no atual bairro da Liberdade (bairro de São Paulo), aproximadamente no quarteirão hoje compreendido entre Rua dos Estudantes, a Rua Galvão Bueno, a Rua da Glória e a Radial Leste, tendo sido preservada sua antiga capela, conhecida como Capela dos Aflitos, na Rua dos Aflitos, também remanescente desse cemitério. Esteve sob a supervisão da Cúria da Igreja Católica; portanto nunca foi um cemitério público. Foi desativado após a inauguração do cemitério da Consolação em 1858, demolido em 1883, e é considerado o primeiro cemitério público da cidade de São Paulo. Uma das mais conhecidas pessoas sepultadas nesse cemitério é  Francisco José das Chagas (o "Chaguinhas"), um dos condenados pelo Motim de Santos (28-29 de junho de 1821), responsável por uma devoção popular mantida na Capela dos Aflitos.

## Memorial dos Aflitos
Existe um projeto em curso, coordenado pelo Departamento do Patrimônio Histórico da Secretaria Municipal de Cultura, que a partir de excavações realizadas no terreno prevê a criação de um Memorial dos Aflitos. Os restos mortais excavados, encontrados no terreno, estão em análise pela Universidade de São Paulo. O novo equipamento cultural tem a missão de ser um local de memória das pessoas submetidas à escravidão na cidade de São Paulo, flageladas e executadas em razão da escravidão e do racismo. A partir da desapropriação do terreno, o projeto de construção do Memorial, fruto do trabalho longo de mobilização, luta e negociação de lideranças do movimento negro local, contará também com melhorias à Capela dos Aflitos.